# Гехакерт
Гехакерт (вірм. Գեղակերտ) — село в марзі Армавір, на заході Вірменії. До 15 січня 2005 називалося село Самагар. Село розташоване за 5 км на північний захід від міста Вагаршапат, за 1 км на північний схід від села Айтах, за 2 км на південний схід від села Цахкаландж та за 2 км на захід від села Овтамеч. В селі є церква 13 століття, названа на честь Святого Арутюна. У селі народився Саркісян Юрій Отелович — відомий австралійський, раніше радянський, вірменський важкоатлет.